# Giovanni Cervi
Giovanni Cervi (Ferrara, 20 giugno 1886 – Ferrara, 24 gennaio 1977) è stato un ciclista su strada italiano.
Professionista tra il 1909 ed il 1920, corse nella Gerbi, nella Bianchi e nella Ganna. La sua vittoria più importante fu il Giro di Romagna del 1914, battendo Costante Girardengo in uno sprint a due. Partecipò al Giro d'Italia del 1913, classificandosi al nono posto, e del 1914.

## Palmarès
- 1912 (Gerbi, due vittorie)

Coppa Val Senio
Giro di Romagna
- 1913 (Gerbi, una vittoria)

Giro della provincia Romana
- 1914 (Bianchi,una vittoria)

Giro di Romagna

## Piazzamenti

### Grandi giri
- Giro d'Italia

1913: 9º
1914: ritirato

### Classiche monumento
- Milano-Sanremo

1912: 34º
1913: 21º
1914: 21º
1915: 6º
- Giro di Lombardia

1911: 30º
1912: 17º
1913: 11º
1914: 21º
1915: 14º